# Гранада (провинция)
Вижте пояснителната страница за други значения на Гранада.
Гранада (на испански: Granada) е провинция в Южна Испания, част от автономна област Андалусия. Граничи с провинциите Кордоба, Хаен, Албасете, Мурсия, Алмерия и Малага, както и със Средиземно море от юг. Административен център е град Гранада.
Населението на провинцията е 897 388 жители. Освен столицата Гранада (236 207 ж.), други по-големи градове включват Мотрил (58 501), Алмунекар (27 076), Баса (22 718), Лоха (21 341), Гуадикс (20 307), Армиля (20 115).
Гранада е благословена с географското си положение, изобилието на вода, исторически и културни паметници и славата на един от най-красивите градове в Испания.
Разположена в автономната област Андалусия между най-високата планина на Пиренейския полуостров Сиера Невада, където се сливат реките Хенил и Даро на север и в близост до крайбрежието Коста дел Сол на юг, тя привлича над два милиона туристи годишно.

## Кратка историческа справка
Първоначално територията Гранада е населена с местни племена по време на предисторическия период и е известна под името Илбир. Когато римляните колонизират Южна Испания, те построяват свой град и му дават името Илибрис. Има различни теории за произхода и значението на настоящото име на града. Според една от тях Гранада идва от испанското наименование на плода нар, с който околността изобилства. Друга твърди, че настоящото име на града е дадено от арабите, които завладяват полуострова през осми век. По тяхно време градът се казва Karnattah (Gharnatah), чийто вероятен превод е „хълм на странници“. Други твърдят, че името ѝ може да означава „голям замък“, заради римската крепост, която някога се е издигала на хълма Албайсин. Когато мароканците са пристигнали в Гранада, градът е бил широко населен от евреи, заради които са го кръстили Garnat-al-Yahud – Гранада на евреите, смятат четвърти.
Това, което е сигурно обаче, е, че в Гранада е открит първият мюсюлмански университет в Западна Европа, както и че тя е последният арабски град в Испания, отстъпен на християните през януари 1492 г., когато във владение влизат римско-католическите монарси Фердинанд II и съпругата му Исабела I.

## Аламбра
Перлата на Гранада, дворецът Аламбра, който се извисява над нея, е основна притегателна точка за туристите.
В превод от арабски Аламбра означава „червената крепост“. Комплексът се състои от шест части – палата Насарите, Дворецът на Карл V, градините Хенералите, Рауда, Медина и крепостта Алкасаба. Всяка от тях има своите средства на въздействие, които спират дъха на посетителите. От арабската архитектура в стил „Приказки от 1001 нощи“ на палата Насарите, която прави стени и тавани да изглеждат като везани, през впечатляващия Испански ренесанс на двореца на Карл V и внушителната сурова хубост на Алкасаба до градините Хенералите, създадени едновременно за наслада и умиротворение на сетивата. Търсеното и открито въздействие на светлината в Аламбра, водата, лееща се в тих, галещ слуха ромон, прохладната сянка на палмите в горещите летни дни, градините с фонтани и разнообразни растителни видове способстват описанието на двореца като „рая на земята“ да не звучи пресилено.
Съществуването и прелестта на Аламбра стават достояние на света и благодарение на американския писател Уошингтън Ървинг, който е прекарал продължителен период в нея и през 1832 г. написва едноименния си роман. Още един любопитен факт – тук през 1492 г. кралица Исабел дава бижутата си на Христофор Колумб, за да финансира плаването му, довело до откриването на Америка.

## Албайсин
Аламбра разкрива гледка към най-впечатляващия квартал на Гранада, Албайсин, включен в културното наследство на ЮНЕСКО през 1989 г. Наричат го „белия квартал“ заради цвета на сградите му. Изграден по склоновете на брега на река Даро, Албайсин е стар мавърски квартал. Уличките в сърцето му са многолюдни.
Има обаче и други улички – не така оживени, криволичещи и пресичащи се като лабиринт. Вървейки безцелно по тях, ще забележите стрелка с надпис Mirador (място, от което се открива красива гледка).

## Катедралата
Катедралата на Гранада, чието строителство започва през 1521 г. в готически стил и завършва през 1714 г. като ренесансов паметник, впечатлява с размера и излъчването си. Казват, че тя е едно от най-големите постижения на Испанския ренесанс наред с двореца Ел Ескориал край Мадрид. Проектирана е от Хил и Диего де Силое, а фасадата ѝ е дело на местния художник и архитект Алонсо Кано. Част от нея е и Кралският параклис, в който се пазят мощите на католическите крале.